# ARCANA PROJECT
ARCANA PROJECT ist eine im Jahr 2020 formierte Idol-Gruppe aus Japan, die bereits Ende 2019 durch die Unternehmen Dear Stage und Lantis angekündigt wurde.

## Geschichte
Mitte Dezember 2019 kündigten die beiden Unternehmen Lantis und Deer Stage die Formation der Idol-Gruppe ARCANA PROJECT an. Konzeptual repräsentieren die sechs Sängerinnen eine Tarotkarte anstelle von Farben, wie es bei anderen Idol-Gruppen üblich ist. Am 18. Januar 2020 hatte die Idol-Gruppe ihr erstes Konzert.
Mit ACE of WANDS erschien am 25. März 2020 die Debütsingle der sechsköpfigen Idol-Gruppe. Im September gleichen Jahres erschien mit Campanella Hibiku Sora de die zweite Single, welche im Vorspann der Anime-Fernsehserie Monster Girl Doctor zu hören ist. Die Gruppe erreichte mit Platz 28 in den japanischen Singlecharts ihre erste Chartnotierung. Die dritte Single, Yume de Sekai wo Kaeru nara, ist im Abspann der Anime-Serie Redo of Healer zu hören. Im Juli 2021 erscheint mit Tayutae, Nanairo die vierte Single, welche im Vorspann der Anime-Fernsehserie Shiroi Suna no Aquatope zu hören ist.
Am 24. August 2022 erschien das Debütalbum Soseiki, welches sich in der Folgewoche auf Platz 42 in den japanischen Albumcharts platzieren konnte.

## Mitglieder
| Name                 | Position | Karte              | Geburtstag         | Herkunft          | Aktivität | Anmerkungen                                       |
| -------------------- | -------- | ------------------ | ------------------ | ----------------- | --------- | ------------------------------------------------- |
| Aktive Mitglieder    |          |                    |                    |                   |           |                                                   |
| Usa Sakurano         | Sängerin | Die Herrscherin    | 11. Januar 1995    | Tokio             | seit 2020 | zuvor als Solo-Sängerin aktiv                     |
| Sorano Aozora        | Gesang   | Rad des Schicksals | 16. Oktober 1996   |                   | seit 2020 | zuvor als Solo-Idol aktiv                         |
| Shion Aida           | Gesang   | Das Gericht        | 8. April 1998      | Sichuan, VR China | seit 2020 |                                                   |
| Hana Hanamiya        | Gesang   | Der Magier         | 25. September 2000 | Tokio             | seit 2020 | ehemaliges Mitglied der Idol-Gruppe BiS           |
| Amano Hikaru         | Gesang   | Der Stern          | 27. Juni 2003      |                   | seit 2020 |                                                   |
| Ehemalige Mitglieder |          |                    |                    |                   |           |                                                   |
| Mai Sasaki           | Gesang   | Die Welt           | 22. September 2001 | Chiba             | 2020–2021 | ehemaliges Mitglied der Idol-Gruppe U-18 Shitenno |

## Diskografie

### Alben
| Jahr | Titel Musiklabel | Höchstplatzierung, Gesamtwochen, AuszeichnungChartsChartplatzierungen (Jahr, Titel, Musiklabel, Platzierungen, Wochen, Auszeichnungen, Anmerkungen) | Anmerkungen                           |
| Jahr | Titel Musiklabel | JP | Anmerkungen                           |
| ---- | ---------------- | --- | ------------------------------------- |
| 2022 | Soseiki Lantis   | JP42 (3 Wo.)JP | Erstveröffentlichung: 24. August 2022 |

### Singles
| Jahr | Titel Album                                                    | Höchstplatzierung, Gesamtwochen, AuszeichnungChartsChartplatzierungen (Jahr, Titel, Album, Platzierungen, Wochen, Auszeichnungen, Anmerkungen) | Anmerkungen |
| Jahr | Titel Album                                                    | JP | Anmerkungen |
| ---- | -------------------------------------------------------------- | --- | --- |
| 2020 | Ace of Wands –                                                 | — | Erstveröffentlichung: 25. März 2020                                                                               |
| 2020 | Campanella Hibiku Sora de Genesis                              | JP28 (4 Wo.)JP | Erstveröffentlichung: 9. September 2020 Im Vorspann des Anime Monster Girl Doctor zu hören                        |
| 2021 | Yume de Sekai wo Kaeru Nara Genesis                            | JP32 (4 Wo.)JP | Erstveröffentlichung: 10. Februar 2021 Im Abspann des Anime Redo of Healer zu hören                               |
| 2021 | Tayutae, Nanairo Genesis                                       | JP26 (5 Wo.)JP | Erstveröffentlichung: 14. Juli 2021 Im Vorspann zur Anime-Serie Shiroi Suna no Aquatope zu hören (1. Vorspann)    |
| 2021 | Tomedonai Shiosai ni Boku-tachi wa Nani o Utau darō ka Genesis | JP22 (5 Wo.)JP | Erstveröffentlichung: 27. Oktober 2021 Im Vorspann zur Anime-Serie Shiroi Suna no Aquatope zu hören (2. Vorspann) |
| 2022 | Revolutional Dawn (革命的レイメイ) –                           | — | Erstveröffentlichung: 2022                                                                                        |
| 2023 | Koigoromo (恋衣) –                                             | JP16 (6 Wo.)JP | Erstveröffentlichung: 25. Januar 2023                                                                             |
| 2023 | Eureka (ユリイカ) –                                            | JP19 (4 Wo.)JP | Erstveröffentlichung: 23. August 2023                                                                             |
| 2024 | Aire (アイレ) –                                                | JP14 (6 Wo.)JP | Erstveröffentlichung: 13. März 2024                                                                               |
| 2024 | メラメラ –                                                     | JP20 (6 Wo.)JP | Erstveröffentlichung: 21. Juli 2024                                                                               |
| 2024 | ミチカケ –                                                     | JP15 (5 Wo.)JP | Erstveröffentlichung: 25. Dezember 2024                                                                           |